# Areza
Areza – miasto w Erytrei; w regionie Południowym. Według danych szacunkowych, w 1997 roku liczyło 4774 mieszkańców